# Université de technologie de Tallinn
L'université de technologie de Tallinn (en estonien : Tallinna Tehnikaülikool ou TTÜ), fondée en 1918, est la seule université de technologie d'Estonie. 

## Présentation
Son campus est situé dans le quartier de  Kadaka.
C'est l'un des trois établissements d'enseignement supérieur les plus importants d'Estonie.
L'université de technologie de Tallinn est indépendante de l'université de Tallinn (fondée en 2005). 
L'université a des instituts à Tallinn, Tartu, Kuressaare et Kohtla-Järve.

## Organisation

### Écoles
- École d'ingénierie
- École de commerce et de gestion
- École des sciences
- École des technologies de l'information
- Académie maritime estonienne

### Instituts
- Centre de certification
- Institut de géologie
- Institut des systèmes marins
- Technomedicum

## Galerie

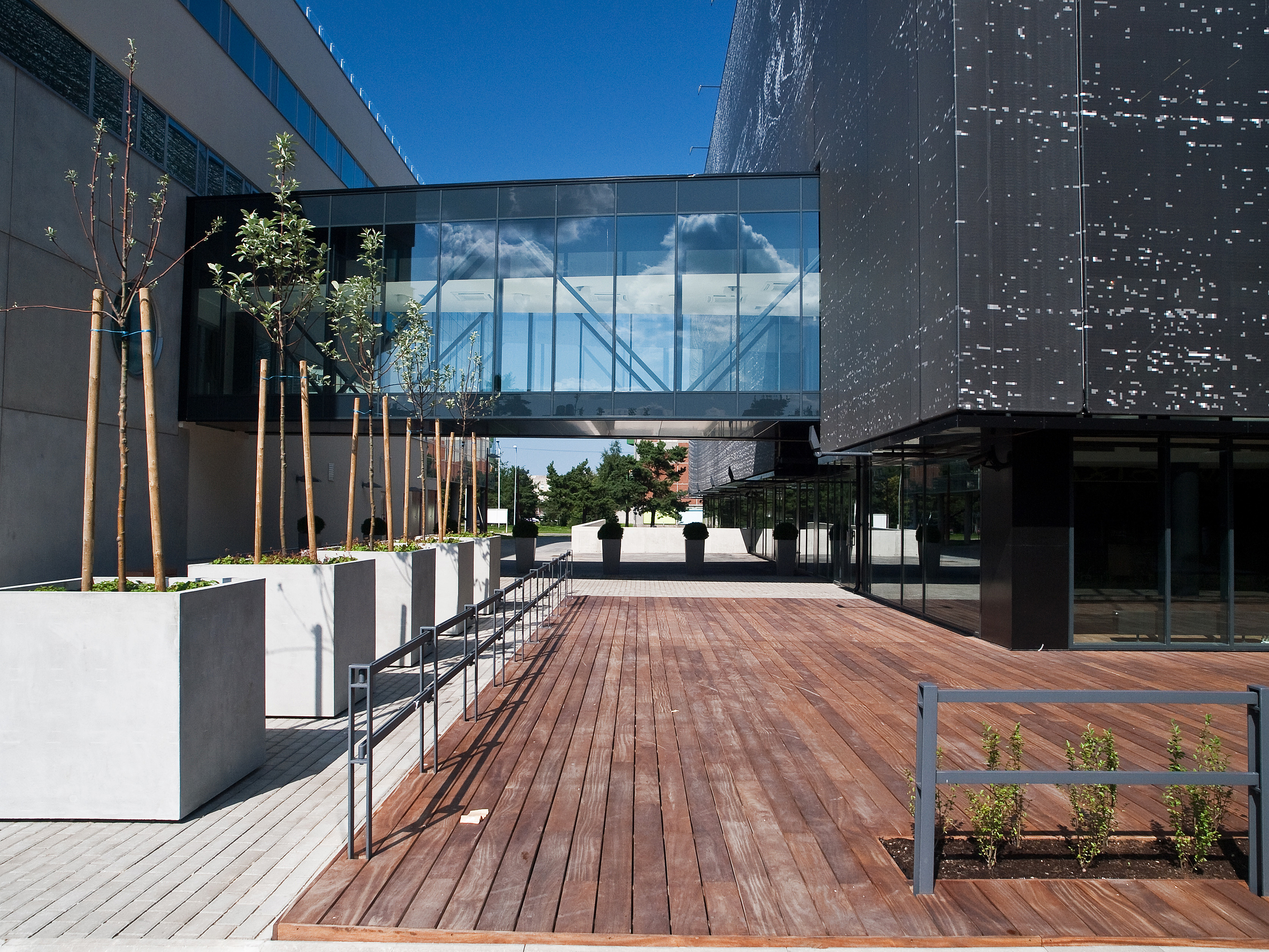
L'université de technologie de Tallinn.
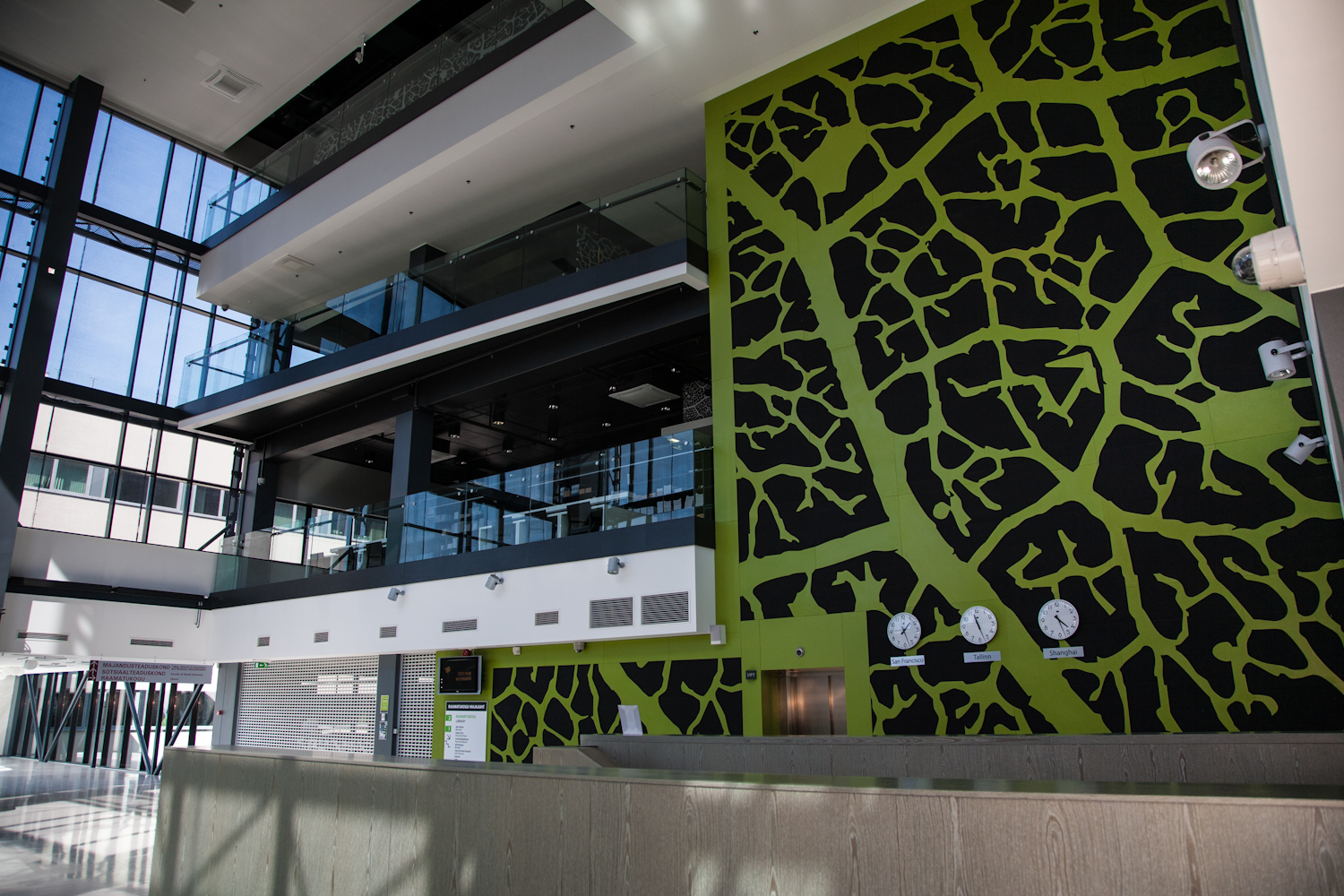
La bibliothèque de la TTÜ.
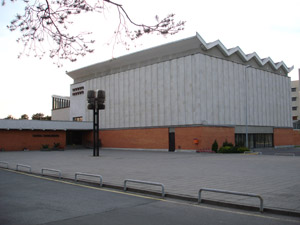
L'université de technologie de Tallinn.